# Moslem Malakuti

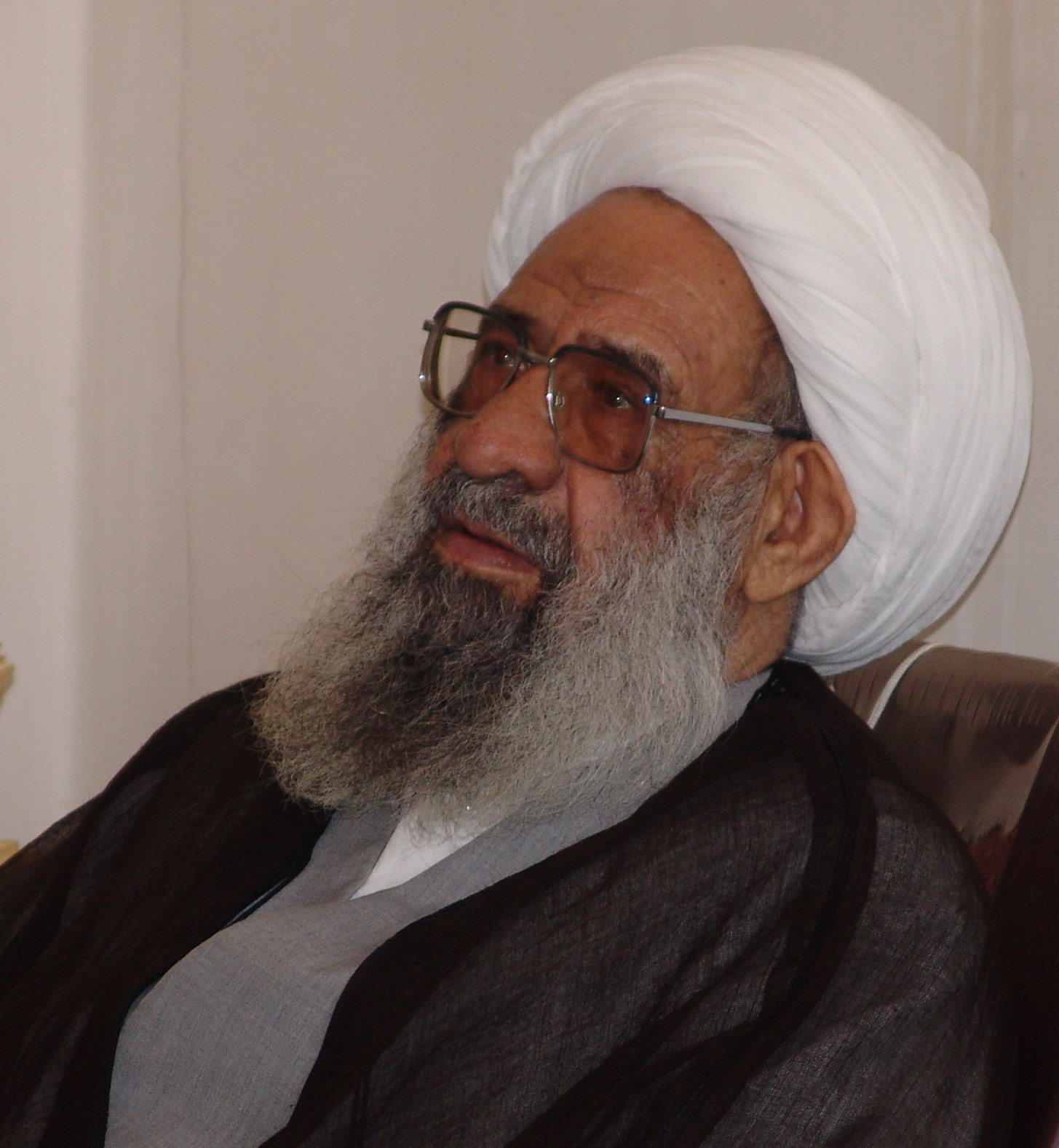
Moslem Malakuti

Großajatollah Moslem Malakuti (persisch آیت‌الله العظمی میرزا مسلم ملکوتی‎; geboren am 13. August 1923 in Sarāb, Ost-Aserbaidschan, Iran; gestorben am 24. April 2014) war ein schiitischer Geistlicher aus der Volksgruppe der iranischen Aserbaidschaner. Er war von 1981 bis 1994 Imam der Freitagsmoschee von Täbris. 

## Leben
Malakuti, dessen Vater Landwirt war, studierte von 1955 bis 1966 in Najaf, Irak, und kehrte anschließend nach Qom zurück. 
1981 wurde er von Ayatollah Khomeini zu seinem Stellvertreter in Aserbaidschan und zum Leiter des Freitagsgebets in Tabriz ernannt; eine Tätigkeit, die er 13 Jahre lang ausführte. 1982 wurde er Mitglied des Zentralrats der Freitagsgebets-Leiter. Von 1984 bis 1990 und von 1991 bis 1998 war er Mitglied des Expertenrates.
Im Rahmen einer Ausstellung des Fotografen Pasha Hadiyan wurden vom 7. bis 13. April 2017 Porträts bekannter aserbaidschanischer Persönlichkeiten ausgestellt, darunter auch Bilder des Großajatollahs Malakuti. Zur Frage der Rechtmäßigkeit und möglicher Umstände einer Entnahme, Transplantation und sogar des Handels mit menschlichen Organen gab es verschiedene Meinungen innerhalb der schiitischen Gelehrsamkeit. Auch Malakuti war Autor einer Fatwa zu diesem Thema. Er lebte bis zu seinem Tod in Qom.

## Werke (Auswahl)
- persisch توضیح المسائل Toużīḥ ol-masā'el, ‚Erklärung der Probleme‘ (2000).
- persisch آیینه انوار الست Āyīne-ye anvar-e Alast, ‚Spiegel der Lichter des Alast‘ (2014; der Alast ist nach Koran 7,172 der Urvertrag Gottes mit den Menschen bei der Erschaffung Adams, durch den die noch unerschaffene Menschheit Gott als ihren Herrn anerkannte und die Beziehung zwischen Gott und Mensch entstand.[5]).
- persisch بیست و هشت گفتار Bīst-o hascht goftār, ‚Achtundzwanzig Gespräche‘ (1983).
- persisch مناسك حج Manāsek-e Haddsch, ‚Die Riten des Hadsch‘ (1997).